# BIG Festival
O Best International Games Festival (anteriormente, Brazil's Independent Games Festival) ou BIG Festival é o mais importante festival de jogos independentes da América Latina. O BIG Festival é realizado pela Bits Produções em parceria com diversas instituições como Abragames, Brazilian Game Developers, Apex, SPCine e os departamentos de cultura da cidade e do estado de São Paulo.

## História
A primeira edição foi em 2012, no Museu da Imagem e do Som, e as edições posteriores (2014-2018) foram no Centro Cultural São Paulo.
A edição de 2019 foi no Club Homs, em 27 a 30 de junho. Esta edição teve uma parceria com Humble Bundle.

## Organização
A exposição recebe jogos inovadores do mundo inteiro, e é gratuito. O evento também é o principal ponto de encontro de quem quer entender a fundo o universo dos games, com palestras, workshops, keynotes e o maior fórum de negócios de games da América Latina; organizados em diversas áreas:
- BIG Forum: Encontro de profissionais da indústria de games, com palestras, workshops e keynotes.
- BIG Business Meetings: Reuniões de negócios em área exclusiva para empresários (única área paga do evento).
- BIG Audio: Vertical dedicada a debater a música e suas intersecções com todas as áreas da indústria criativa.
- BIG VR/AR: Exposição de jogos para o público e sessões que discutem a realidade virtual.
- BIG Brands: Segmento voltado aos jogos e experiências digitais interativas sob encomenda que fazem parte de estratégia de grandes marcas.
- BIG Careers: Traz informações do mercado e dicas para ajudar iniciantes.
- BIG Creative Industry: Line-up dedicado as demais áreas da economia criativa em conexão com os jogos.
- BIG Impact: Iniciativa dedicada aos jogos com impacto positivo, que transformam a sociedade - palestras e premiação na competição de jogos.
- BIG Diversity: Vertical com temática de diversidade: diversidade de gênero, diversidade LGBTQI+, diversidade racial, diversidade e inclusão de pessoa com deficiência e mais de 60 anos - palestras e premiação na competição de jogos.
- BIG Dev: Trilha de palestras orientadas para as disciplinas envolvidas no desenvolvimento de jogos, como arte, programação, game design, usabilidade, produção, entre outros.
- BIG Latin America: Traz os principais desenvolvedores das regiões Argentina, Chile, Uruguai, México, Colômbia, Costa Rica e Paraguai. Cada ano com um foco em um país.
- BIG Ventures: Vai aproximar investidores públicos e privados do setor de games e da indústria criativa, com um line up dedicado ao empreendedorismo.

## Eventos
| Data                | Local                                | Visitantes Únicos | Notas |
| ------------------- | ------------------------------------ | ----------------- | ----- |
| 2012                | Museu da Imagem e do Som, São Paulo  |                   |       |
| 27 de junho de 2015 | Centro Cultural São Paulo, São Paulo | 12.600            |       |
| 2018                | Centro Cultural São Paulo, São Paulo | 36.000            |       |